# Бертуин
Бертуин (валл. Bertwyn) (VII век - начало VIII века) - четвертый епископ Лландава в Южном Уэльсе.
Несмотря на то, что сказано в «Книге Лландафа», Бертуин, вероятно, сменил Одоцея на посту «епископства Тейло». В то время епископство Лландафа пока ещё не было. Из десяти епископов, перечисленных между Одоцеем и Бертуином, шесть, по-видимому, жили до Одоцея, а остальные позже. Фактически, Книга Лландафа совершенно ясно говорит нам, что Бертуин сменил Одоцея. Этот вопрос раскрывается в хартии, которая представлена в двух формах: одна в Лланкарфанской хартии, приложенной к Житию святого Кадога, а другая в Книге из Ландава. Нам рассказывают, что некий Гвайднерт убил своего брата Мейрхиона в ссоре из-за королевства. Братоубийство было отлучено от церкви епископом Одоцеем. По прошествии трех лет он попросил прощения у Одоцея, который отправил его в паломничество в Доль, что на полуострове Бретань. Однако Гвайднерт вернулся прежде срока, по этой причине Одоцей отказался оправдать его. Затем Одоцей умер, и его преемником стал Бертуин. Гвайднерт и король Морган ап Атруис пришли к Бертуину и умоляли его отпустить Гвайднерта на свободу. В искупление Гвайднерт отдал Ллангадваладра «Богу и святому Кадогу». Ллангадваладр — это Бишопстон или Биштон в Гвенте. В уставах Книги Лландафа Бертуин появляется сначала как клерикальный свидетель во времена епископа Одоцея и короля Моргана ап Атруса, затем как епископ во времена Моргана и его сына Итела.
Во времена епископа Бертуина правил Морган, внук или сын, предыдущего Моргана. Он фигурировал со своими сыновьями Ителом и его братом Гуэйднертом. Позже Морган упоминается при Бертуине снова, совместно с Клотри (Родри?), Иаго, Гведнертом, Гургафарном, Комерегом и прочими дворянами. Ещё позже, снова с Гведнертом, а также Гвенгартом, Габраном, Элфином и прочими другими.
В годы Бертуина, упоминается правитель Эргинга, Клотри, в трех хартиях в Книге Лландафа. В первой хартии, «Ager Helic», сообщается, что короли Клотри и Идваллон поклялись на алтаре церкви Гартбенни (Бикнор в Эргинге) и перед епископом Бертуином хранить мир. Но через некоторое время Клотри убил Идваллона, был отлучен от церкви на синоде и отправился в изгнание. Позже он вернулся, при Моргане ап Ителе, в качестве своего заступника. Он снова появляется как свидетель в хартии «Cemeis», также при Моргане. Наконец, два сына Клотри, Гвеидкуи и Кинвин, были свидетелями хартии «Гурмарх» с епископом Бертуином и королем Ителом. Венди Дэвис датирует эти хартии примерно 700-740 годами.
Ител наследовал своему отцу в Гвенте в 710 году или в 715 году. В Книге из Лландафа он впервые появляется в чартерах с отцом во времена епископа Бертуина. Затем он появляется как государь с двумя сыновьями, Фернвайлом и Мейригом, а также с дворянами Гвайднертом, Элфином и другими. Еще позже с сыном Илиасом, а также с дворянами Элфин, Иднерт ап Идваллон, Донарт ап Юдик и другие. Ещё позже с внуком Габраном ап Фернвайлом, а также Гургант, Гваллонир, Иднерт, Элфин ап Гвидген, Юдик, Артур, Гургенеу, Паскен и другими. Ещё позже с сыном Мейригом, Габраном, а также с Гургантом, Иднертом, Элфином и другими. Затем со всеми своими пятью сыновьями.. Имеется чартер во времена Бертуина с двумя другими сыновьями Родри и Рисом. Далее уже при следующем Епископе..
На посту епископа его сменил Терчан.